# Les Roches percées
Les Roches percées sont un îlet inhabité dans l'archipel des Saintes dépendant de la commune de Terre-de-Haut. Il se situe à moins de 15 mètres de la plage de Pompierre au nord-est de l'île de Terre-de-Haut et mesure 100 mètres dans sa longueur pour 20 mètres dans sa largeur. Il ferme la baie de Pompierre et n'offre que deux accès vers l'océan, la Grande passe et la Petite passe.

## Description
L'îlet est facilement accessible, une langue de sable blanc et la faible profondeur de l'eau permettent de traverser aisément la Petite passe. La pointe nord de l'île, balisant la Grande Passe, plonge sur un récif corallien. Elle se caractérise par de hauts rochers abruptes dont l'érosion a creusé d'impressionnantes fractures par lesquelles s'engouffre la mer. Ces failles sont à l'origine de l'appellation de l'îlet .
De nombreux cabris peuplent l'île.

## Statut
Les roches percées tout comme l'ensemble de la baie de Pompierre sont des sites naturels classés dans le cadre de la loi du 2 mai 1930 et font aussi partie de la zone protégée par l'arrêté préfectoral de biotope en date du 10 décembre 1991
L'entrée et le mouillage de bateau à moteur, comme à voile sont strictement interdits.

## Galerie

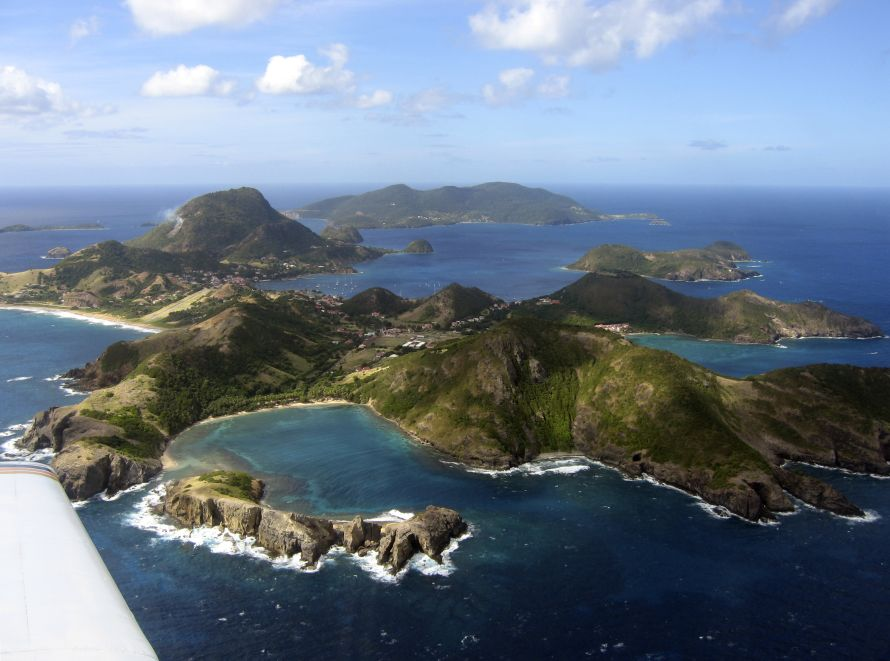
Les Roches percées au premier plan.
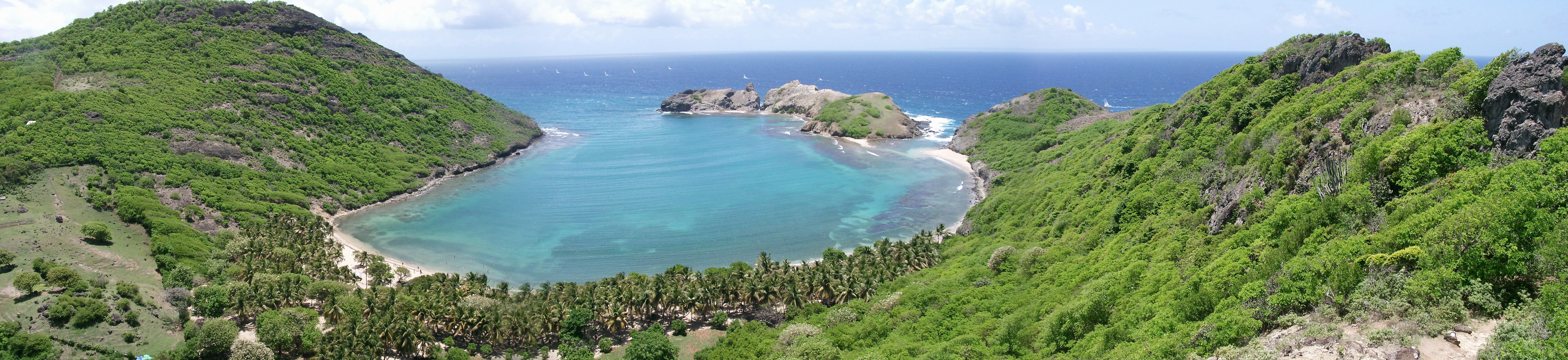
L'îlet des Roches percées fermant la baie de Pompierre, vu du sommet des Crètes à Terre-de-Haut